# Notosolenus
Notosolenus is een geslacht in de taxonomische indeling van de Euglenozoa. Deze micro-organismen zijn eencellig en meestal rond de 15-40 mm groot. Het organisme behoort tot de familie Petalomonadaceae. Notosolenus werd in 1884 ontdekt door Stokes.